# Comté de Barry (Michigan)
Pour les articles homonymes, voir Barry et Comté de Barry.
Le comté de Barry (Barry County en anglais) est dans le sud-ouest de la péninsule inférieure de l'État du Michigan. Son siège est à Hastings. Selon le recensement de 2005, sa population est de 56 575 habitants. 

## Géographie
Le comté a une superficie de 1 494 km2, dont 1 440 km2 de terres.

### Comtés adjacents
- Comté de Ionia (nord-est)
- Comté d'Eaton (est)
- Comté de Calhoun (sud-est)
- Comté de Kalamazoo (sud-ouest)
- Comté d'Allegan (ouest)
- Comté de Kent (nord-ouest)